# Норобово
Норобово — деревня в Вологодском районе Вологодской области.
Входит в состав Спасского сельского поселения, с точки зрения административно-территориального деления — в Рабоче-Крестьянский сельсовет.
Расстояние до районного центра Вологды по автодороге — 65,6 км, до центра муниципального образования Непотягово по прямой — 30 км. Ближайшие населённые пункты — Круглица, Починок, Ильинское, Круголка, Епифанка, Доводчиково.

## Население
| 2010 |
| ---- |
| 0    |

По переписи 2002 года население — 4 человека.